# Jordi Casas i Rodríguez
Jordi Casas i Rodríguez (L'Hospitalet de Llobregat, 1 d'octubre del 1958) és un exfutbolista català que jugava com a migcampista. Juga amb els juvenils del FC Barcelona de 1974 a 1976. De 1976 a 1981, juga amb el FC Barcelona B. Va debutar amb el primer equip l'1 d'octubre de 1980 en un partit de 1/32 de la Copa UEFA contra el Sliema Wanderers (victòria 1 a 0). Va ser el seu únic partit amb el primer equip del Barça. Al 1981 va fitxar pel Reial Oviedo.